# Ріка (притока Сяну)
Рі́ка (інша назва — Боберка) — річка в Українських Карпатах, у межах Самбірського району Львівської області. Права притока Сяну (басейн Вісли).

## Опис
Довжина річки 19 км, площа басейну 38,2 км². Річка типово гірська. Долина порівняно вузька і глибока. Заплава часто одностороння. Річище слабозвивисте, з кам'янистим дном і численними перекатами. Характерні паводки після сильних дощів чи під час відлиги. 

## Розташування
Ріка бере початок на північно-східних схилах Сянського хребта, на південь від села Шандровець. Тече спершу на північний схід, далі — на північний захід, у пригирловій частині — на захід. Впадає до Сяну на захід від села Боберки. 
Річка тече територією регіонального ландшафтного парку «Надсянський». 
- Гирло річки розташоване на польсько-українському кордоні.